# Caesar ten Cate
Caesar Herman „Cees” ten Cate (ur. 20 sierpnia 1890 w Ngawi, zm. 9 czerwca 1972 w Amsterdamie) – piłkarz holenderski grający na pozycji napastnika. W swojej karierze rozegrał 3 mecze i strzelił 1 gola w reprezentacji Holandii.

## Kariera klubowa
W swojej karierze piłkarskiej ten Cate grał w klubie HFC Haarlem.

## Kariera reprezentacyjna
W reprezentacji Holandii ten Cate zadebiutował 29 czerwca 1912 roku w wygranym 4:3 meczu Igrzysk Olimpijskich w Sztokholmie ze Szwecją. Na tych igrzyskach zdobył z Holandią brązowy medal. W kadrze narodowej 3 mecze i strzelił 1 gola.